# Chawasha
Chawasha (Chaouacha).- /Choctaw naziv u značenju  "Raccoon Place"/ Maleno sjedilačko pleme američkih Indijanaca porodice Chitimachan koje je do ranog 19. stoljeća obitavalo na donjem Mississippiju u Louisiani, poglavito na Bayou La Fourche, a i dalje prema Meksičkom zaljevu i preko Mississippija. 
O Chawashama se vjerojatno prvi puta govori 1543. kada, zajedno s Washama, srodnim plemenom, služeći se atlatlom (bacačem koplja), sukobljavaju s Luis Moscoso de Alvaradom i preživjelim članovima ekspedicije Hernanda de Sota, i moguće opet 1699. kada, opet s Washama, napadaju jedan engleski brod koji je uplovio u Mississippi. Chawashe se neće dugo održati, a Francuzi su im jedini prijatelji. 
Godine 1712. prelaze Mississippi kod English Turna utvrdiviši se na zapadnoj obali. Godine 1713. ili vjerojatnikje 1715., napala ih je skupina Chickasaw, Yazoo i Natchez Indijanaca, mjihov poglavica je ubijen a odvedeno je 11 zarobljenika, zajedno s poglavičinom ženom. Prije 1722. oni prelaze opet na istočnu stranu Mississippija. Kako bi spriječio paniku u New Orleansu guverner Perrier, nakon masakra bijelaca 1729. u Natchezu, od strane Natchez Indijanaca, odobrava 1730. godine grupi crnačkih robova napad na Chawashe. Ovaj događaj kasnije se često navodi da su tada uništeni. Međutim francuski pisac Dumont (1753) tvrdi da je u crnačkom napadu ubijeno tek 7 ili 8 Indijanaca.
Chawashe 1739. imaju 10 do 12 ratnika a žive među Washa Indijancima u Les Allemandsu na zapadnoj strani Mississippija, blizu New Orleansa, a 1758. u istom društvu, ali tek u jednom selu. Ovo pleme održalo se do 1805. kada ih je popisano tek 5.

## Vanjske poveznice
- Chawasha  Arhivirana inačica izvorne stranice od 29. rujna 2007. (Wayback Machine)
- Chitimacha History
- Native American Human Remains...  Arhivirana inačica izvorne stranice od 14. studenoga 2011. (Wayback Machine)